# Єдліна (Мазовецьке воєводство)
Єдліна (пол. Jedlina) — село в Польщі, у гміні Водине Седлецького повіту Мазовецького воєводства.
Населення — 107 осіб (2011).
У 1975-1998 роках село належало до Седлецького воєводства.

## Демографія
Демографічна структура станом на 31 березня 2011 року:
|          | Загалом | Допрацездатний вік | Працездатний вік | Постпрацездатний вік |
| -------- | ------- | ------------------ | ---------------- | -------------------- |
| Чоловіки | 60      | 15                 | 33               | 12                   |
| Жінки    | 47      | 8                  | 24               | 15                   |
| Разом    | 107     | 23                 | 57               | 27                   |